# Caen REV.3
CAEN Rev.3
CAEN Rev.3 este cea de-a treia versiune a Clasificării Activităților din Economia Națională din România, utilizată pentru identificarea, codificarea și gruparea activităților economice desfășurate de persoane fizice sau juridice. Acest sistem de codificare este derivat din NACE Rev.2, clasificarea oficială a activităților economice adoptată la nivelul Uniunii Europene.
CAEN Rev.3 a fost implementat în România pentru a alinia sistemul național de clasificare a activităților economice la cerințele și standardele europene, fiind utilizat de instituții publice, firme și alte entități în diverse scopuri legale, statistice și fiscale.
Istoric
Clasificarea CAEN a fost actualizată periodic pentru a reflecta evoluția economiei. Revizia 3 (Rev.3) a fost adoptată pentru a aduce o mai mare acuratețe în descrierea activităților și pentru a permite o comparabilitate mai bună cu datele statistice europene. Aceasta a înlocuit versiunea anterioară, CAEN Rev.2, începând cu anul 2025, conform ordinelor emise de Institutul Național de Statistică (INS).
Utilizare
Codurile CAEN Rev.3 sunt utilizate în:
```
   Înființarea firmelor (în actul constitutiv și la înregistrarea la ONRC);
```

```
   Obținerea autorizațiilor de funcționare de la primării sau DSP;
```

```
   Declarații fiscale către ANAF;
```

```
   Participarea la licitații publice;
```

```
   Clasificări și analize economice de către INS și alte instituții.
```

Fiecare activitate economică este asociată cu un cod numeric, structurat ierarhic pe secțiuni, diviziuni, grupe și clase.
Diferențe față de CAEN Rev.2
CAEN Rev.3 aduce:
```
   O structurare mai clară a activităților digitale, de cercetare și dezvoltare;
```

```
   Clarificarea anumitor activități legate de servicii online și consultanță IT;
```

```
   Regruparea unor coduri pentru alinierea cu standardele europene;
```

```
   Coduri noi pentru activități emergente (ex. energie regenerabilă, blockchain, AI etc.).
```